# Xibeiwan (sockenhuvudort i Kina, Xinjiang Uygur Zizhiqu, lat 44,07, long 89,56)
Xibeiwan (kinesiska: 西北湾, 西北湾乡) är en sockenhuvudort i Kina. Den ligger i den autonoma regionen Xinjiang, i den nordvästra delen av landet, omkring 160 kilometer öster om regionhuvudstaden Ürümqi. Antalet invånare är 17 979. Befolkningen består av 8 344 kvinnor och 9 635 män. Barn under 15 år utgör 16,0 %, vuxna 15-64 år 74 %, och äldre över 65 år 9,0 %.
Runt Xibeiwan är det glesbefolkat, med 11 invånare per kvadratkilometer. Xibeiwan är det största samhället i trakten. Trakten runt Xibeiwan består i huvudsak av gräsmarker.
Genomsnittlig årsnederbörd är 213 millimeter. Den regnigaste månaden är juni, med i genomsnitt 31 mm nederbörd, och den torraste är januari, med 6 mm nederbörd.